# Osmaniye
Osmaniye là một thành phố nằm trong tỉnh Osmaniye của Thổ Nhĩ Kỳ. Thành phố Osmaniye có diện tích 747 km², dân số thời điểm năm 2009 là 197.747 người. Đây là thành phố lớn thứ 36 tại Thổ Nhĩ Kỳ.

## Khí hậu
Osmaniye có khí hậu Địa Trung Hải (Köppen: Csa, Trewartha: Cs) với mùa hè khô nóng và mùa đông ôn hòa, ẩm ướt.
| Dữ liệu khí hậu của Osmaniye                 | Dữ liệu khí hậu của Osmaniye | Dữ liệu khí hậu của Osmaniye | Dữ liệu khí hậu của Osmaniye | Dữ liệu khí hậu của Osmaniye | Dữ liệu khí hậu của Osmaniye | Dữ liệu khí hậu của Osmaniye | Dữ liệu khí hậu của Osmaniye | Dữ liệu khí hậu của Osmaniye | Dữ liệu khí hậu của Osmaniye | Dữ liệu khí hậu của Osmaniye | Dữ liệu khí hậu của Osmaniye | Dữ liệu khí hậu của Osmaniye | Dữ liệu khí hậu của Osmaniye |
| Tháng                                        | 1                            | 2                            | 3                            | 4                            | 5                            | 6                            | 7                            | 8                            | 9                            | 10                           | 11                           | 12                           | Năm                          |
| -------------------------------------------- | ---------------------------- | ---------------------------- | ---------------------------- | ---------------------------- | ---------------------------- | ---------------------------- | ---------------------------- | ---------------------------- | ---------------------------- | ---------------------------- | ---------------------------- | ---------------------------- | ---------------------------- |
| Cao kỉ lục °C (°F)                           | 23.7 (74.7)                  | 28.0 (82.4)                  | 32.0 (89.6)                  | 36.5 (97.7)                  | 41.7 (107.1)                 | 42.6 (108.7)                 | 42.8 (109.0)                 | 43.6 (110.5)                 | 45.0 (113.0)                 | 38.4 (101.1)                 | 31.0 (87.8)                  | 29.0 (84.2)                  | 45.0 (113.0)                 |
| Trung bình ngày tối đa °C (°F)               | 14.5 (58.1)                  | 16.0 (60.8)                  | 19.3 (66.7)                  | 23.3 (73.9)                  | 27.7 (81.9)                  | 31.3 (88.3)                  | 33.4 (92.1)                  | 34.3 (93.7)                  | 32.2 (90.0)                  | 28.4 (83.1)                  | 21.8 (71.2)                  | 16.1 (61.0)                  | 24.9 (76.8)                  |
| Trung bình ngày °C (°F)                      | 8.8 (47.8)                   | 10.1 (50.2)                  | 13.2 (55.8)                  | 17.0 (62.6)                  | 21.3 (70.3)                  | 25.2 (77.4)                  | 27.9 (82.2)                  | 28.6 (83.5)                  | 25.7 (78.3)                  | 21.2 (70.2)                  | 14.6 (58.3)                  | 10.1 (50.2)                  | 18.6 (65.5)                  |
| Tối thiểu trung bình ngày °C (°F)            | 3.8 (38.8)                   | 4.7 (40.5)                   | 7.5 (45.5)                   | 11.0 (51.8)                  | 15.1 (59.2)                  | 19.1 (66.4)                  | 22.6 (72.7)                  | 23.3 (73.9)                  | 19.6 (67.3)                  | 14.6 (58.3)                  | 8.4 (47.1)                   | 5.1 (41.2)                   | 12.9 (55.2)                  |
| Thấp kỉ lục °C (°F)                          | −8.5 (16.7)                  | −6.8 (19.8)                  | −4.0 (24.8)                  | 0.1 (32.2)                   | 4.6 (40.3)                   | 11.5 (52.7)                  | 15.0 (59.0)                  | 15.0 (59.0)                  | 7.8 (46.0)                   | 4.1 (39.4)                   | −4.5 (23.9)                  | −5.4 (22.3)                  | −8.5 (16.7)                  |
| Lượng Giáng thủy trung bình mm (inches)      | 106.5 (4.19)                 | 99.8 (3.93)                  | 116.9 (4.60)                 | 87.2 (3.43)                  | 74.2 (2.92)                  | 42.4 (1.67)                  | 19.8 (0.78)                  | 10.7 (0.42)                  | 34.6 (1.36)                  | 68.1 (2.68)                  | 86.6 (3.41)                  | 93.0 (3.66)                  | 839.8 (33.06)                |
| Số ngày giáng thủy trung bình                | 10.87                        | 10.57                        | 11.33                        | 11.27                        | 7.97                         | 3.57                         | 1.73                         | 1.43                         | 3.97                         | 7.23                         | 7.30                         | 10.20                        | 87.4                         |
| Số giờ nắng trung bình tháng                 | 108.5                        | 110.2                        | 151.9                        | 180.0                        | 232.5                        | 228.0                        | 238.7                        | 226.3                        | 207.0                        | 167.4                        | 114.0                        | 99.2                         | 2.063,7                      |
| Số giờ nắng trung bình ngày                  | 3.5                          | 3.9                          | 4.9                          | 6.0                          | 7.5                          | 7.6                          | 7.7                          | 7.3                          | 6.9                          | 5.4                          | 3.8                          | 3.2                          | 5.6                          |
| Nguồn: Cơ quan Khí tượng Nhà nước Thổ Nhĩ Kỳ |                              |                              |                              |                              |                              |                              |                              |                              |                              |                              |                              |                              |                              |